# Macroteleia elongata
Macroteleia elongata är en stekelart som först beskrevs av William Harris Ashmead 1887.  Macroteleia elongata ingår i släktet Macroteleia och familjen Scelionidae. Inga underarter finns listade i Catalogue of Life.